# Astronaut Maneuvering Unit

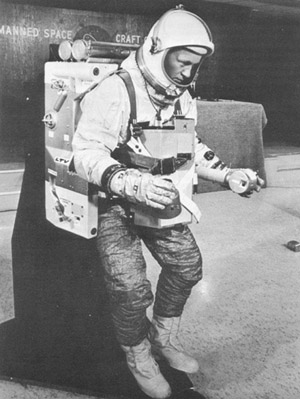
Astronaut Maneuvering Unit (Gemini-Version)

Die Astronaut Maneuvering Unit (AMU) war ein Raketenrucksack, der für den Gemini-Raumanzug im Rahmen des Gemini-Programms entwickelt wurde. Er kam allerdings nie aktiv im All zum Einsatz.

## Einsätze

### Gemini 9

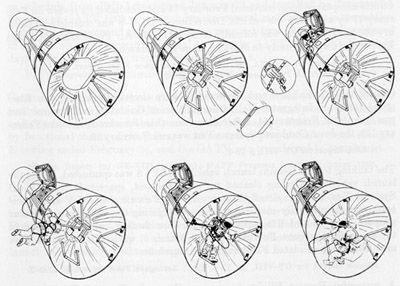
Position der Astronaut Maneuvering Unit bei der Mission Gemini 9

Die erste Verwendung sollte die AMU während der Mission Gemini 9 finden. Die AMU wurde unter einer speziellen Abdeckung im Adapterring am Heck des Gemini-Raumschiffs angebracht. So musste sich Eugene Cernan, nachdem er die Gemini-Kapsel verlassen hatte, mit Hilfe der Haltegriffe zum Heck nach hinten hangeln und sich auf Tritte stellen, um sich die AMU anzulegen. Davor  warf er noch die Abdeckung mit der Hand ab, da die automatische Abtrennung mittels Knopfdruck vom Inneren der Raumkapsel aus nicht funktionierte. Als sich die Sprechfunkverbindung verschlechterte, das Raumfahrzeug in den Erdschatten verschwand und das Visier Cernans auf Grund der Kälte im Erdschatten und der erhöhten Anstrengung so stark beschlug, dass er so gut wie nichts mehr sehen konnte, wurde auf Tom Staffords Vorschlag hin die Aktion abgebrochen, so dass der millionenteure Raketenrucksack am Ende der Mission ungenutzt in der Erdatmosphäre verglühte.
Mit dem AMU sollte Cernan nach den Plänen der United States Air Force vollkommen frei durchs All schweben, die NASA bestand jedoch auf einer 45 m langen Sicherheitsleine. Um zu verhindern, dass die Düsen des Raketenrucksacks den Raumanzug, den die Astronauten während ihrer Weltraumausstiege trugen, beschädigen, musste dieser verstärkt werden.

### Skylab 3

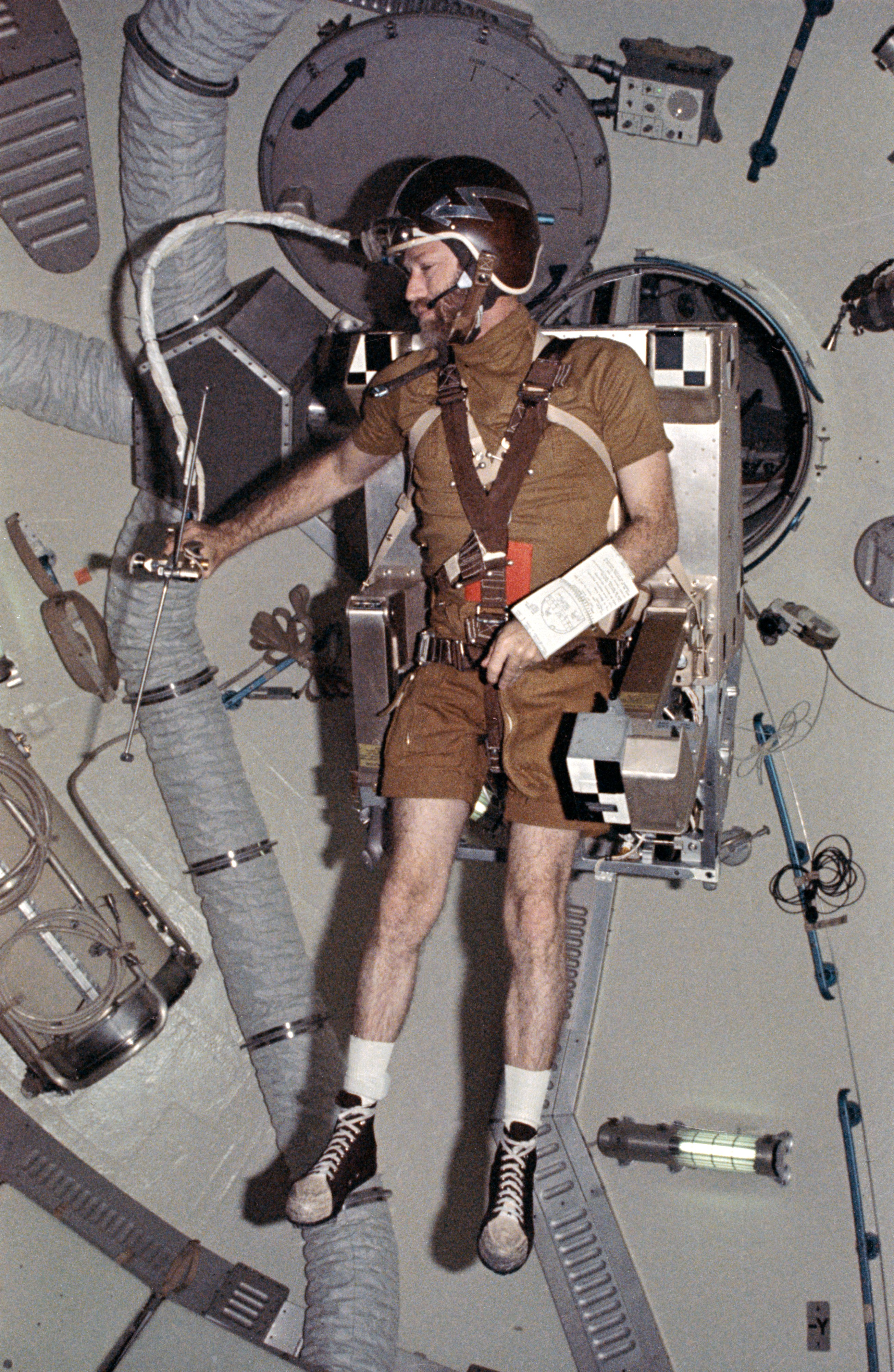
Gerald Carr testet die zweite Version der AMU in der Skylab-Raumstation.

Eine zweite Version kam 1973 während der Skylab-3-Mission zum Einsatz. Hier wurde allerdings der Raketenrucksack im Inneren der Raumstation Skylab getestet. Aufgrund dessen wurde er auch, statt mit Wasserstoffperoxid, mit Stickstoff betrieben, da dieser in der Stickstoff-Sauerstoff-Atmosphäre Skylabs weniger Schaden anrichten würde.

## Technische Daten
- Entwickelt im Auftrag der United States Air Force
- Masse: 75 kg[1][3]
- Höhe: 81 cm
- Breite: 56 cm
- Tiefe: 48 cm
- Treibstoff: Wasserstoffperoxid (die zweite Version nutzte als Treibstoff Stickstoff)
- Geschwindigkeit: max. 76,2 m/s
- Druckgasdrüsen: 16 (ermöglichen freie Bewegung im All)[1]
- Kosten: 24.000.000 DM
- Steuerung: 2 Steuerknüppel

Man konnte sich außerdem noch im Sitz angurten.